# Myzocallis cocciferinus
Myzocallis cocciferinus är en insektsart som beskrevs av Quednau och Barbagallo 1991. Myzocallis cocciferinus ingår i släktet Myzocallis och familjen långrörsbladlöss. Inga underarter finns listade i Catalogue of Life.